# Temporada 2022 del Campeonato Mundial de Resistencia de la FIA
La temporada 2022 del Campeonato Mundial de Resistencia de la FIA (FIA WEC) fue la décima edición del Campeonato Mundial de Resistencia. Fue coorganizado por la Federación Internacional del Automóvil (FIA) y Automobile Club de l'Ouest (ACO).

## Escuderías y pilotos

### Hypercar
Todos los vehículos participantes utilizan neumáticos Michelin.
| Escudería             | Automóvil               | Motor                      | N.º | Pilotos            | Rondas |
| --------------------- | ----------------------- | -------------------------- | --- | ------------------ | ------ |
| Toyota Gazoo Racing   | Toyota GR010 Hybrid     | Toyota 3.5 L Turbo V6      | 7   | Mike Conway        | Todas  |
| Toyota Gazoo Racing   | Toyota GR010 Hybrid     | Toyota 3.5 L Turbo V6      | 7   | Kamui Kobayashi    | Todas  |
| Toyota Gazoo Racing   | Toyota GR010 Hybrid     | Toyota 3.5 L Turbo V6      | 7   | José María López   | Todas  |
| Toyota Gazoo Racing   | Toyota GR010 Hybrid     | Toyota 3.5 L Turbo V6      | 8   | Sébastien Buemi    | Todas  |
| Toyota Gazoo Racing   | Toyota GR010 Hybrid     | Toyota 3.5 L Turbo V6      | 8   | Brendon Hartley    | Todas  |
| Toyota Gazoo Racing   | Toyota GR010 Hybrid     | Toyota 3.5 L Turbo V6      | 8   | Ryō Hirakawa       | Todas  |
| Alpine Elf Team       | Alpine A480             | Gibson GL458 4.5 L V8      | 36  | Nicolas Lapierre   | Todas  |
| Alpine Elf Team       | Alpine A480             | Gibson GL458 4.5 L V8      | 36  | André Negrão       | Todas  |
| Alpine Elf Team       | Alpine A480             | Gibson GL458 4.5 L V8      | 36  | Matthieu Vaxivière | Todas  |
| Peugeot TotalEnergies | Peugeot 9X8             | Peugeot 2.6 L Turbo V6     | 93  | Paul di Resta      | 4-6    |
| Peugeot TotalEnergies | Peugeot 9X8             | Peugeot 2.6 L Turbo V6     | 93  | Mikkel Jensen      | 4-6    |
| Peugeot TotalEnergies | Peugeot 9X8             | Peugeot 2.6 L Turbo V6     | 93  | Jean-Éric Vergne   | 4-6    |
| Peugeot TotalEnergies | Peugeot 9X8             | Peugeot 2.6 L Turbo V6     | 94  | Loïc Duval         | 4-6    |
| Peugeot TotalEnergies | Peugeot 9X8             | Peugeot 2.6 L Turbo V6     | 94  | Gustavo Menezes    | 4-6    |
| Peugeot TotalEnergies | Peugeot 9X8             | Peugeot 2.6 L Turbo V6     | 94  | James Rossiter     | 4-6    |
| Glickenhaus Racing    | Glickenhaus SCG 007 LMH | Glickenhaus 3.5 L Turbo V8 | 708 | Olivier Pla        | 1-4    |
| Glickenhaus Racing    | Glickenhaus SCG 007 LMH | Glickenhaus 3.5 L Turbo V8 | 708 | Romain Dumas       | 1-4    |
| Glickenhaus Racing    | Glickenhaus SCG 007 LMH | Glickenhaus 3.5 L Turbo V8 | 708 | Ryan Briscoe       | 1      |
| Glickenhaus Racing    | Glickenhaus SCG 007 LMH | Glickenhaus 3.5 L Turbo V8 | 708 | Pipo Derani        | 2-4    |

### LMP2
De acuerdo con la normativa LMP2 de 2017, todos los coches de la clase LMP2 utilizan el motor Gibson GK428 V8. Todos los vehículos participantes utilizan neumáticos Goodyear. Las inscripciones en la Copa LMP2 Pro-Am, reservadas para equipos con un piloto con clasificación Bronce en su alineación, se indican con iconos. 
| Escudería                 | Automóvil | Estado | N.º | Pilotos                | Rondas |
| ------------------------- | --------- | ------ | --- | ---------------------- | ------ |
| AF Corse                  | Oreca 07  | PA     | 83  | Nicklas Nielsen        | Todas  |
| AF Corse                  | Oreca 07  | PA     | 83  | François Perrodo       | Todas  |
| AF Corse                  | Oreca 07  | PA     | 83  | Alessio Rovera         | Todas  |
| Algarve Pro Racing        | Oreca 07  | PA     | 45  | James Allen            | Todas  |
| Algarve Pro Racing        | Oreca 07  | PA     | 45  | René Binder            | Todas  |
| Algarve Pro Racing        | Oreca 07  | PA     | 45  | Steven Thomas          | Todas  |
| Inter Europol Competition | Oreca 07  | P2     | 34  | Esteban Gutiérrez      | Todas  |
| Inter Europol Competition | Oreca 07  | P2     | 34  | Jakub Śmiechowski      | Todas  |
| Inter Europol Competition | Oreca 07  | P2     | 34  | Fabio Scherer          | 1      |
| Inter Europol Competition | Oreca 07  | P2     | 34  | Alex Brundle           | 2-6    |
| Prema Orlen Team          | Oreca 07  | P2     | 9   | Lorenzo Colombo        | Todas  |
| Prema Orlen Team          | Oreca 07  | P2     | 9   | Louis Delétraz         | Todas  |
| Prema Orlen Team          | Oreca 07  | P2     | 9   | Robert Kubica          | Todas  |
| Team Penske               | Oreca 07  | P2     | 5   | Dane Cameron           | 1-3    |
| Team Penske               | Oreca 07  | P2     | 5   | Emmanuel Collard       | 1-3    |
| Team Penske               | Oreca 07  | P2     | 5   | Felipe Nasr            | 1-3    |
| Ultimate                  | Oreca 07  | PA     | 35  | François Heriau        | Todas  |
| Ultimate                  | Oreca 07  | PA     | 35  | Jean-Baptiste Lahaye   | Todas  |
| Ultimate                  | Oreca 07  | PA     | 35  | Matthieu Lahaye        | Todas  |
| United Autosports USA     | Oreca 07  | P2     | 22  | Filipe Albuquerque     | Todas  |
| United Autosports USA     | Oreca 07  | P2     | 22  | Philip Hanson          | Todas  |
| United Autosports USA     | Oreca 07  | P2     | 22  | Will Owen              | Todas  |
| United Autosports USA     | Oreca 07  | P2     | 23  | Oliver Jarvis          | Todas  |
| United Autosports USA     | Oreca 07  | P2     | 23  | Josh Pierson           | Todas  |
| United Autosports USA     | Oreca 07  | P2     | 23  | Paul di Resta          | 1      |
| United Autosports USA     | Oreca 07  | P2     | 23  | Alex Lynn              | 2-6    |
| Jota                      | Oreca 07  | P2     | 28  | Jonathan Aberdein      | Todas  |
| Jota                      | Oreca 07  | P2     | 28  | Ed Jones               | Todas  |
| Jota                      | Oreca 07  | P2     | 28  | Oliver Rasmussen       | Todas  |
| Jota                      | Oreca 07  | P2     | 38  | António Félix da Costa | Todas  |
| Jota                      | Oreca 07  | P2     | 38  | Roberto González       | Todas  |
| Jota                      | Oreca 07  | P2     | 38  | Will Stevens           | Todas  |
| ARC Bratislava            | Oreca 07  | PA     | 44  | Tijmen van der Helm    | 1-2, 4 |
| ARC Bratislava            | Oreca 07  | PA     | 44  | Miroslav Konopka       | 1-4, 6 |
| ARC Bratislava            | Oreca 07  | PA     | 44  | Mathias Beche          | 1, 4   |
| ARC Bratislava            | Oreca 07  | PA     | 44  | Bent Viscaal           | 2-3    |
| ARC Bratislava            | Oreca 07  | PA     | 44  | Tristan Vautier        | 3      |
| Vector Sport              | Oreca 07  | P2     | 10  | Ryan Cullen            | Todas  |
| Vector Sport              | Oreca 07  | P2     | 10  | Nico Müller            | 1-4, 6 |
| Vector Sport              | Oreca 07  | P2     | 10  | Renger van der Zande   | 5      |
| Vector Sport              | Oreca 07  | P2     | 10  | Mike Rockenfeller      | 1      |
| Vector Sport              | Oreca 07  | P2     | 10  | Sébastien Bourdais     | 2-6    |
| Team WRT                  | Oreca 07  | P2     | 31  | Sean Gelael            | Todas  |
| Team WRT                  | Oreca 07  | P2     | 31  | Robin Frijns           | Todas  |
| Team WRT                  | Oreca 07  | P2     | 31  | René Rast              | 1-4, 6 |
| Team WRT                  | Oreca 07  | P2     | 31  | Dries Vanthoor         | 5      |
| RealTeam by WRT           | Oreca 07  | P2     | 41  | Rui Andrade            | Todas  |
| RealTeam by WRT           | Oreca 07  | P2     | 41  | Ferdinand Habsburg     | Todas  |
| RealTeam by WRT           | Oreca 07  | P2     | 41  | Norman Nato            | Todas  |
| Richard Mille Racing Team | Oreca 07  | P2     | 1   | Lilou Wadoux           | Todas  |
| Richard Mille Racing Team | Oreca 07  | P2     | 1   | Charles Milesi         | Todas  |
| Richard Mille Racing Team | Oreca 07  | P2     | 1   | Sébastien Ogier        | 1-3    |
| Richard Mille Racing Team | Oreca 07  | P2     | 1   | Paul-Loup Chatin       | 4-6    |

| Icono | Leyenda          |
| ----- | ---------------- |
| P2    | LMP2             |
| PA    | Copa LMP2 Pro-Am |

### LMGTE Pro
Todos los vehículos participantes utilizan neumáticos Michelin.
| Escudería       | Automóvil               | Motor                         | N.º | Pilotos               | Rondas   |
| --------------- | ----------------------- | ----------------------------- | --- | --------------------- | -------- |
| AF Corse        | Ferrari 488 GTE Evo     | Ferrari F154CB 3.9 L Turbo V8 | 51  | Alessandro Pier Guidi | Todas    |
| AF Corse        | Ferrari 488 GTE Evo     | Ferrari F154CB 3.9 L Turbo V8 | 51  | James Calado          | Todas    |
| AF Corse        | Ferrari 488 GTE Evo     | Ferrari F154CB 3.9 L Turbo V8 | 51  | Daniel Serra          | 3        |
| AF Corse        | Ferrari 488 GTE Evo     | Ferrari F154CB 3.9 L Turbo V8 | 52  | Miguel Molina         | Todas    |
| AF Corse        | Ferrari 488 GTE Evo     | Ferrari F154CB 3.9 L Turbo V8 | 52  | Antonio Fuoco         | Todas    |
| AF Corse        | Ferrari 488 GTE Evo     | Ferrari F154CB 3.9 L Turbo V8 | 52  | Davide Rigon          | 3        |
| Corvette Racing | Chevrolet Corvette C8.R | Chevrolet 5.5 L V8            | 64  | Tommy Milner          | Todas    |
| Corvette Racing | Chevrolet Corvette C8.R | Chevrolet 5.5 L V8            | 64  | Nick Tandy            | Todas    |
| Corvette Racing | Chevrolet Corvette C8.R | Chevrolet 5.5 L V8            | 64  | Alexander Sims        | 3        |
| Porsche GT Team | Porsche 911 RSR-19      | Porsche 4.2 L Flat-6          | 91  | Gianmaria Bruni       | Todas    |
| Porsche GT Team | Porsche 911 RSR-19      | Porsche 4.2 L Flat-6          | 91  | Richard Lietz         | 1-3, 5-6 |
| Porsche GT Team | Porsche 911 RSR-19      | Porsche 4.2 L Flat-6          | 91  | Frédéric Makowiecki   | 3-4      |
| Porsche GT Team | Porsche 911 RSR-19      | Porsche 4.2 L Flat-6          | 92  | Michael Christensen   | Todas    |
| Porsche GT Team | Porsche 911 RSR-19      | Porsche 4.2 L Flat-6          | 92  | Kévin Estre           | Todas    |
| Porsche GT Team | Porsche 911 RSR-19      | Porsche 4.2 L Flat-6          | 92  | Laurens Vanthoor      | 3        |

### LMGTE Am
Todos los vehículos participantes utilizan neumáticos Michelin.
| Escudería             | Automóvil                | Motor                         | N.º | Pilotos               | Rondas   |
| --------------------- | ------------------------ | ----------------------------- | --- | --------------------- | -------- |
| AF Corse              | Ferrari 488 GTE Evo      | Ferrari F154CB 3.9 L Turbo V8 | 21  | Simon Mann            | Todas    |
| AF Corse              | Ferrari 488 GTE Evo      | Ferrari F154CB 3.9 L Turbo V8 | 21  | Christoph Ulrich      | Todas    |
| AF Corse              | Ferrari 488 GTE Evo      | Ferrari F154CB 3.9 L Turbo V8 | 21  | Toni Vilander         | Todas    |
| AF Corse              | Ferrari 488 GTE Evo      | Ferrari F154CB 3.9 L Turbo V8 | 54  | Thomas Flohr          | Todas    |
| AF Corse              | Ferrari 488 GTE Evo      | Ferrari F154CB 3.9 L Turbo V8 | 54  | Francesco Castellacci | Todas    |
| AF Corse              | Ferrari 488 GTE Evo      | Ferrari F154CB 3.9 L Turbo V8 | 54  | Nick Cassidy          | 1-4, 6   |
| AF Corse              | Ferrari 488 GTE Evo      | Ferrari F154CB 3.9 L Turbo V8 | 54  | Davide Rigon          | 5        |
| Spirit of Race        | Ferrari 488 GTE Evo      | Ferrari F154CB 3.9 L Turbo V8 | 71  | Franck Dezoteux       | Todas    |
| Spirit of Race        | Ferrari 488 GTE Evo      | Ferrari F154CB 3.9 L Turbo V8 | 71  | Pierre Ragues         | Todas    |
| Spirit of Race        | Ferrari 488 GTE Evo      | Ferrari F154CB 3.9 L Turbo V8 | 71  | Gabriel Aubry         | Todas    |
| TF Sport              | Aston Martin Vantage AMR | Aston Martin 4.0 L Turbo V8   | 33  | Ben Keating           | Todas    |
| TF Sport              | Aston Martin Vantage AMR | Aston Martin 4.0 L Turbo V8   | 33  | Marco Sørensen        | Todas    |
| TF Sport              | Aston Martin Vantage AMR | Aston Martin 4.0 L Turbo V8   | 33  | Florian Latorre       | 1        |
| TF Sport              | Aston Martin Vantage AMR | Aston Martin 4.0 L Turbo V8   | 33  | Henrique Chaves       | 2-6      |
| D'Station Racing      | Aston Martin Vantage AMR | Aston Martin 4.0 L Turbo V8   | 777 | Satoshi Hoshino       | Todas    |
| D'Station Racing      | Aston Martin Vantage AMR | Aston Martin 4.0 L Turbo V8   | 777 | Charlie Fagg          | Todas    |
| D'Station Racing      | Aston Martin Vantage AMR | Aston Martin 4.0 L Turbo V8   | 777 | Tomonobu Fujii        | Todas    |
| Team Project 1        | Porsche 911 RSR-19       | Porsche 4.2 L Flat-6          | 46  | Matteo Cairoli        | Todas    |
| Team Project 1        | Porsche 911 RSR-19       | Porsche 4.2 L Flat-6          | 46  | Nicolas Leutwiler     | Todas    |
| Team Project 1        | Porsche 911 RSR-19       | Porsche 4.2 L Flat-6          | 46  | Mikkel O. Pedersen    | Todas    |
| Team Project 1        | Porsche 911 RSR-19       | Porsche 4.2 L Flat-6          | 56  | Ben Barnicoat         | Todas    |
| Team Project 1        | Porsche 911 RSR-19       | Porsche 4.2 L Flat-6          | 56  | Ollie Millroy         | Todas    |
| Team Project 1        | Porsche 911 RSR-19       | Porsche 4.2 L Flat-6          | 56  | Brendan Iribe         | 1-4, 6   |
| Team Project 1        | Porsche 911 RSR-19       | Porsche 4.2 L Flat-6          | 56  | Takeshi Kimura        | 5        |
| Iron Lynx             | Ferrari 488 GTE Evo      | Ferrari F154CB 3.9 L Turbo V8 | 60  | Claudio Schiavoni     | Todas    |
| Iron Lynx             | Ferrari 488 GTE Evo      | Ferrari F154CB 3.9 L Turbo V8 | 60  | Matteo Cressoni       | 1-2, 4-6 |
| Iron Lynx             | Ferrari 488 GTE Evo      | Ferrari F154CB 3.9 L Turbo V8 | 60  | Giancarlo Fisichella  | 1-2, 4-6 |
| Iron Lynx             | Ferrari 488 GTE Evo      | Ferrari F154CB 3.9 L Turbo V8 | 60  | Alessandro Balzan     | 3        |
| Iron Lynx             | Ferrari 488 GTE Evo      | Ferrari F154CB 3.9 L Turbo V8 | 60  | Raffaele Giammaria    | 3        |
| Iron Dames            | Ferrari 488 GTE Evo      | Ferrari F154CB 3.9 L Turbo V8 | 85  | Rahel Frey            | Todas    |
| Iron Dames            | Ferrari 488 GTE Evo      | Ferrari F154CB 3.9 L Turbo V8 | 85  | Sarah Bovy            | 1, 3-6   |
| Iron Dames            | Ferrari 488 GTE Evo      | Ferrari F154CB 3.9 L Turbo V8 | 85  | Michelle Gatting      | 1, 3-6   |
| Iron Dames            | Ferrari 488 GTE Evo      | Ferrari F154CB 3.9 L Turbo V8 | 85  | Christina Nielsen     | 2        |
| Iron Dames            | Ferrari 488 GTE Evo      | Ferrari F154CB 3.9 L Turbo V8 | 85  | Doriane Pin           | 2        |
| Dempsey-Proton Racing | Porsche 911 RSR-19       | Porsche 4.2 L Flat-6          | 77  | Christian Ried        | Todas    |
| Dempsey-Proton Racing | Porsche 911 RSR-19       | Porsche 4.2 L Flat-6          | 77  | Sebastian Priaulx     | Todas    |
| Dempsey-Proton Racing | Porsche 911 RSR-19       | Porsche 4.2 L Flat-6          | 77  | Harry Tincknell       | Todas    |
| Dempsey-Proton Racing | Porsche 911 RSR-19       | Porsche 4.2 L Flat-6          | 88  | Fred Poordad          | Todas    |
| Dempsey-Proton Racing | Porsche 911 RSR-19       | Porsche 4.2 L Flat-6          | 88  | Julien Andlauer       | 1        |
| Dempsey-Proton Racing | Porsche 911 RSR-19       | Porsche 4.2 L Flat-6          | 88  | Jan Heylen            | 2-6      |
| Dempsey-Proton Racing | Porsche 911 RSR-19       | Porsche 4.2 L Flat-6          | 88  | Patrick Lindsey       | 1-2, 4-6 |
| Dempsey-Proton Racing | Porsche 911 RSR-19       | Porsche 4.2 L Flat-6          | 88  | Maxwell Root          | 3        |
| GR Racing             | Porsche 911 RSR-19       | Porsche 4.2 L Flat-6          | 86  | Ben Barker            | 2-6      |
| GR Racing             | Porsche 911 RSR-19       | Porsche 4.2 L Flat-6          | 86  | Riccardo Pera         | 2-6      |
| GR Racing             | Porsche 911 RSR-19       | Porsche 4.2 L Flat-6          | 86  | Michael Wainwright    | 2-6      |
| Northwest AMR         | Aston Martin Vantage AMR | Aston Martin 4.0 L Turbo V8   | 98  | Paul Dalla Lana       | Todas    |
| Northwest AMR         | Aston Martin Vantage AMR | Aston Martin 4.0 L Turbo V8   | 98  | Nicki Thiim           | Todas    |
| Northwest AMR         | Aston Martin Vantage AMR | Aston Martin 4.0 L Turbo V8   | 98  | David Pittard         | Todas    |

## Calendario
| Ronda   | Carrera                      | Circuito                                 | Fecha            |
| ------- | ---------------------------- | ---------------------------------------- | ---------------- |
| -       | Prólogo                      | Sebring International Raceway, Sebring   | 12/13 de marzo   |
| 1       | 1000 Millas de Sebring       | Sebring International Raceway, Sebring   | 18 de marzo      |
| 2       | 6 Horas de Spa-Francorchamps | Circuito de Spa-Francorchamps, Spa       | 7 de mayo        |
| 3       | 24 Horas de Le Mans          | Circuito de la Sarthe, Le Mans           | 11-12 de junio   |
| 4       | 6 Horas de Monza             | Autodromo Nazionale di Monza, Monza      | 10 de julio      |
| 5       | 6 Horas de Fuji              | Fuji Speedway, Oyama                     | 11 de septiembre |
| 6       | 8 Horas de Baréin            | Circuito Internacional de Baréin, Sakhir | 12 de noviembre  |
| Fuente: |                              |                                          |                  |

## Resultados por carrera
| Ronda | Circuito          | Ganadores                                        | Ganadores                                            | Ganadores                                         | Ganadores                                           | Resultados |
| Ronda | Circuito          | Hypercar                                         | LMP2                                                 | LMGTE Pro                                         | LMGTE Am                                            | Resultados |
| ----- | ----------------- | ------------------------------------------------ | ---------------------------------------------------- | ------------------------------------------------- | --------------------------------------------------- | ---------- |
| 1     | Sebring           | Alpine ELF Team N.º 36                           | United Autosports USA N.º 23                         | Porsche GT Team N.º 92                            | Northwest AMR N.º 98                                | Resultados |
| 1     | Sebring           | Nicolas Lapierre André Negrão Matthieu Vaxivière | Paul di Resta Josh Pierson Oliver Jarvis             | Kévin Estre Michael Christensen                   | Paul Dalla Lana David Pittard Nicki Thiim           | Resultados |
| 2     | Spa-Francorchamps | Toyota Gazoo Racing N.º 7                        | Team WRT N.º 31                                      | AF Corse N.º 51                                   | Dempsey-Proton Racing N.º 77                        | Resultados |
| 2     | Spa-Francorchamps | Mike Conway Kamui Kobayashi José María López     | Robin Frijns Sean Gelael René Rast                   | James Calado Alessandro Pier Guidi                | Sebastian Priaulx Christian Ried Harry Tincknell    | Resultados |
| 3     | Le Mans           | Toyota Gazoo Racing N.º 8                        | Jota N.º 38                                          | Porsche GT Team N.º 91                            | TF Sport N.º 33                                     | Resultados |
| 3     | Le Mans           | Sébastien Buemi Brendon Hartley Ryō Hirakawa     | António Félix da Costa Roberto González Will Stevens | Gianmaria Bruni Richard Lietz Frédéric Makowiecki | Henrique Chaves Ben Keating Marco Sørensen          | Resultados |
| 4     | Monza             | Alpine ELF Team N.º 36                           | RealTeam by WRT N.º 41                               | Corvette Racing N.º 64                            | Dempsey-Proton Racing N.º 77                        | Resultados |
| 4     | Monza             | Nicolas Lapierre André Negrão Matthieu Vaxivière | Rui Andrade Ferdinand Habsburg Norman Nato           | Tommy Milner Nick Tandy                           | Sebastian Priaulx Christian Ried Harry Tincknell    | Resultados |
| 5     | Fuji              | Toyota Gazoo Racing N.º 8                        | Team WRT N.º 31                                      | AF Corse N.º 51                                   | TF Sport N.º 33                                     | Resultados |
| 5     | Fuji              | Sébastien Buemi Brendon Hartley Ryō Hirakawa     | Robin Frijns Sean Gelael Dries Vanthoor              | James Calado Alessandro Pier Guidi                | Henrique Chaves Ben Keating Marco Sørensen          | Resultados |
| 6     | Baréin            | Toyota Gazoo Racing N.º 7                        | Team WRT N.º 31                                      | AF Corse N.º 52                                   | Team Project 1 N.º 46                               | Resultados |
| 6     | Baréin            | Mike Conway Kamui Kobayashi José María López     | Robin Frijns Sean Gelael René Rast                   | Antonio Fuoco Miguel Molina                       | Matteo Cairoli Nicolas Leutwiler Mikkel O. Pedersen | Resultados |

## Clasificaciones

### Sistemas de puntuación
Hay tres sistemas de puntuaciones diferentes para las distintas pruebas, siendo la primera para carreras de 4 y 6 horas de duración, la segunda para las carreras de 8 y 10 horas, y la última para las 24 Horas de Le Mans, la cual dobla los puntos del primer sistema. En todas las rondas se brinda un punto por pole position en todas las clases.
| Duración  | 1.º | 2.º | 3.º | 4.º | 5.º | 6.º | 7.º | 8.º | 9.º | 10.º | Otra | Pole |
| 4-6 horas | 25  | 18  | 15  | 12  | 10  | 8   | 6   | 4   | 2   | 1    | 0.5  | 1    |
| 8 horas   | 38  | 27  | 23  | 18  | 15  | 12  | 9   | 6   | 3   | 2    | 1    | 1    |
| 24 horas  | 50  | 36  | 30  | 24  | 20  | 16  | 12  | 8   | 4   | 2    | 1    | 1    |

### Campeonatos de pilotos

#### Hypercar
| Pos. | Piloto             | Equipo                | SEB | SPA | LMS | MNZ | FUJ | BHR | Puntos |
| ---- | ------------------ | --------------------- | --- | --- | --- | --- | --- | --- | ------ |
| 1    | Brendon Hartley    | Toyota Gazoo Racing   | 2   | Ret | 1   | 2   | 1   | 2   | 149    |
| 1    | Ryō Hirakawa       | Toyota Gazoo Racing   | 2   | Ret | 1   | 2   | 1   | 2   | 149    |
| 1    | Sébastien Buemi    | Toyota Gazoo Racing   | 2   | Ret | 1   | 2   | 1   | 2   | 149    |
| 2    | André Negrão       | Alpine Elf Team       | 1   | 2   | 4   | 1   | 3   | 3   | 144    |
| 2    | Matthieu Vaxivière | Alpine Elf Team       | 1   | 2   | 4   | 1   | 3   | 3   | 144    |
| 2    | Nicolas Lapierre   | Alpine Elf Team       | 1   | 2   | 4   | 1   | 3   | 3   | 144    |
| 3    | José María López   | Toyota Gazoo Racing   | Ret | 1   | 2   | 3   | 2   | 1   | 133    |
| 3    | Kamui Kobayashi    | Toyota Gazoo Racing   | Ret | 1   | 2   | 3   | 2   | 1   | 133    |
| 3    | Mike Conway        | Toyota Gazoo Racing   | Ret | 1   | 2   | 3   | 2   | 1   | 133    |
| 4    | Olivier Pla        | Glickenhaus Racing    | 3   | 3   | 3   | Ret |     |     | 70     |
| 4    | Romain Dumas       | Glickenhaus Racing    | 3   | 3   | 3   | Ret |     |     | 70     |
| 5    | Pipo Derani        | Glickenhaus Racing    |     | 3   | 3   | Ret |     |     | 47     |
| 6    | Loïc Duval         | Peugeot TotalEnergies |     |     |     | 4   | 5   | 4   | 40     |
| 6    | Gustavo Menezes    | Peugeot TotalEnergies |     |     |     | 4   | 5   | 4   | 40     |
| 7    | Ryan Briscoe       | Glickenhaus Racing    | 3   |     |     |     |     |     | 23     |
| 8    | James Rossiter     | Peugeot TotalEnergies |     |     |     | 4   | 5   |     | 22     |
| 9    | Nico Müller        | Peugeot TotalEnergies |     |     |     |     |     | 4   | 18     |
| 10   | Paul di Resta      | Peugeot TotalEnergies |     |     |     | Ret | 4   | Ret | 12     |
| 10   | Mikkel Jensen      | Peugeot TotalEnergies |     |     |     | Ret | 4   | Ret | 12     |
| 10   | Jean-Éric Vergne   | Peugeot TotalEnergies |     |     |     | Ret | 4   | Ret | 12     |
| Pos. | Piloto             | Equipo                | SEB | SPA | LMS | MNZ | FUJ | BHR | Puntos |

| Color     | Resultado                                                               |
| --------- | ----------------------------------------------------------------------- |
| Oro       | Ganador                                                                 |
| Plata     | 2.ª plaza                                                               |
| Bronce    | 3.ª plaza                                                               |
| Verde     | Finalizó en los puntos                                                  |
| Azul      | Finalizó sin puntos                                                     |
| Azul      | NC - No clasificado                                                     |
| Violeta   | Ret - No terminó (Carrera)                                              |
| Rojo      | DNQ - No se clasificó                                                   |
| Negro     | DSQ - Descalificado                                                     |
| Blanco    | DNS - No empezó (carrera)                                               |
| Blanco    | WD - Retirado (fin de semana)                                           |
| Blanco    | C - Carrera cancelada                                                   |
| Sin color | DNP - Inscrito pero no participó                                        |
| Sin color | INJ - Lesionado                                                         |
| Sin color | EX - Excluido                                                           |
| Estado    | Resultado                                                               |
| Negrita   | Pole position                                                           |
| Cursiva   | Vuelta rápida                                                           |
| †         | Abandona, pero clasifica al completar el porcentaje requerido para ello |

#### GTE
| Pos. | Piloto                | Equipo                | SEB | SPA | LMS | MNZ | FUJ | BHR | Puntos |
| ---- | --------------------- | --------------------- | --- | --- | --- | --- | --- | --- | ------ |
| 1    | Alessandro Pier Guidi | AF Corse              | 4   | 1   | 2   | 3   | 1   | 5   | 135    |
| 1    | James Calado          | AF Corse              | 4   | 1   | 2   | 3   | 1   | 5   | 135    |
| 2    | Kévin Estre           | Porsche GT Team       | 1   | 2   | 4   | 4   | 3   | 3   | 132    |
| 2    | Michael Christensen   | Porsche GT Team       | 1   | 2   | 4   | 4   | 3   | 3   | 132    |
| 3    | Antonio Fuoco         | AF Corse              | 6   | 3   | 3   | 2   | 2   | 1   | 131    |
| 3    | Miguel Molina         | AF Corse              | 6   | 3   | 3   | 2   | 2   | 1   | 131    |
| 4    | Gianmaria Bruni       | Porsche GT Team       | 3   | 5   | 1   | 5   | 4   | 4   | 125    |
| 5    | Richard Lietz         | Porsche GT Team       | 3   | 5   | 1   |     | 4   | 4   | 115    |
| 6    | Nick Tandy            | Corvette Racing       | 2   | 4   | Ret | 1   | 5   | 2   | 102    |
| 6    | Tommy Milner          | Corvette Racing       | 2   | 4   | Ret | 1   | 5   | 2   | 102    |
| 7    | Frédéric Makowiecki   | Porsche GT Team       |     |     | 1   | 5   |     |     | 60     |
| 8    | Ben Keating           | TF Sport              | 6   | 7   | 5   | Ret | 6   | 9   | 46     |
| 8    | Marco Sørensen        | TF Sport              | 6   | 7   | 5   | Ret | 6   | 9   | 46     |
| 9    | David Pittard         | Northwest AMR         | 5   | 8   | 6   | 13  | 10  | 10  | 38     |
| 9    | Nicki Thiim           | Northwest AMR         | 5   | 8   | 6   | 13  | 10  | 10  | 38     |
| 9    | Paul Dalla Lana       | Northwest AMR         | 5   | 8   | 6   | 13  | 10  | 10  | 38     |
| 10   | Henrique Chaves       | TF Sport              |     | 7   | 5   | Ret | 6   | 9   | 37     |
| 11   | Daniel Serra          | AF Corse              |     |     | 2   |     |     |     | 36     |
| 12   | Davide Rigon          | AF Corse              |     |     | 3   |     | 9   |     | 32     |
| 13   | Laurens Vanthoor      | Porsche GT Team       |     |     | 4   |     |     |     | 24     |
| 14   | Rahel Frey            | Iron Dames            | 10  | 15  | 10  | 7   | 7   | 8   | 22     |
| 14   | Michelle Gatting      | Iron Dames            | 10  |     | 10  | 7   | 7   | 8   | 22     |
| 14   | Sarah Bovy            | Iron Dames            | 10  |     | 10  | 7   | 7   | 8   | 22     |
| 15   | Christian Ried        | Dempsey-Proton Racing | 9   | 6   | 12  | 6   | Ret | 13  | 19     |
| 15   | Harry Tincknell       | Dempsey-Proton Racing | 9   | 6   | 12  | 6   | Ret | 13  | 19     |
| 15   | Sebastian Priaulx     | Dempsey-Proton Racing | 9   | 6   | 12  | 6   | Ret | 13  | 19     |
| 16   | Matteo Cairoli        | Team Project 1        | Ret | 10  | Ret | 8   | 11  | 6   | 17     |
| 16   | Mikkel O. Pedersen    | Team Project 1        | Ret | 10  | Ret | 8   | 11  | 6   | 17     |
| 16   | Nicolas Leutwiler     | Team Project 1        | Ret | 10  | Ret | 8   | 11  | 6   | 17     |
| 17   | Ben Barnicoat         | Team Project 1        | 8   | Ret | Ret | 15  | 13  | 7   | 15     |
| 18   | Ben Barker            | GR Racing             |     | 11  | 7   | 17  | 17  | 11  | 12     |
| 18   | Michael Wainwright    | GR Racing             |     | 11  | 7   | 17  | 17  | 11  | 12     |
| 18   | Riccardo Pera         | GR Racing             |     | 11  | 7   | 17  | 17  | 11  | 12     |
| 19   | Florian Latorre       | TF Sport              | 6   |     |     |     |     |     | 9      |
| 20   | P. J. Hyett           | Team Project 1        |     |     |     |     |     | 7   | 9      |
| 20   | Gunnar Jeannette      | Team Project 1        |     |     |     |     |     | 7   | 9      |
| 21   | Fred Poordad          | Dempsey-Proton Racing | 15  | 14  | 8   | 11  | 14  | 17  | 8      |
| 21   | Jan Heylen            | Dempsey-Proton Racing |     | 14  | 8   | 11  | 14  | 17  | 8      |
| 21   | Maxwell Root          | Dempsey-Proton Racing |     |     | 8   |     |     |     | 8      |
| 22   | Francesco Castellacci | AF Corse              | 14  | 9   | 9   | 14  | 9   | 12  | 8      |
| 22   | Thomas Flohr          | AF Corse              | 14  | 9   | 9   | 14  | 9   | 12  | 8      |
| 23   | Ollie Millroy         | Team Project 1        | 8   | Ret | Ret | 15  | 13  |     | 6      |
| 23   | Brendan Iribe         | Team Project 1        | 8   | Ret | Ret | 15  |     |     | 6      |
| 24   | Nick Cassidy          | AF Corse              | 14  | 9   | 9   | 14  |     | 12  | 6      |
| 25   | Charlie Fagg          | D'Station Racing      | 11  | 12  | Ret | 16  | 8   | 15  | 4      |
| 25   | Satoshi Hoshino       | D'Station Racing      | 11  | 12  | Ret | 16  | 8   | 15  | 4      |
| 25   | Tomonobu Fujii        | D'Station Racing      | 11  | 12  | Ret | 16  | 8   | 15  | 4      |
| 26   | Claudio Schiavoni     | Iron Lynx             | 13  | 13  | Ret | 9   | 16  | 14  | 2      |
| 26   | Giancarlo Fisichella  | Iron Lynx             | 13  | 13  |     | 9   | 16  | 14  | 2      |
| 26   | Matteo Cressoni       | Iron Lynx             | 13  | 13  |     | 9   | 16  | 14  | 2      |
| 27   | Franck Dezoteux       | Spirit of Race        | Ret | 17  | Ret | 10  | 12  | 18  | 1      |
| 27   | Gabriel Aubry         | Spirit of Race        | Ret | 17  | Ret | 10  | 12  | 18  | 1      |
| 27   | Pierre Ragues         | Spirit of Race        | Ret | 17  | Ret | 10  | 12  | 18  | 1      |
| 28   | Alexander Sims        | Corvette Racing       |     |     | Ret |     |     |     | 1      |
| 29   | Christoph Ulrich      | AF Corse              | 12  | 16  | 11  | 12  | 15  | 16  | 0      |
| 29   | Simon Mann            | AF Corse              | 12  | 16  | 11  | 12  | 15  | 16  | 0      |
| 29   | Toni Vilander         | AF Corse              | 12  | 16  | 11  | 12  | 15  | 16  | 0      |
| 30   | Patrick Lindsey       | Dempsey-Proton Racing | 15  | 14  |     | 11  | 14  | 17  | 0      |
| 31   | Takeshi Kimura        | Team Project 1        |     |     |     |     | 13  |     | 0      |
| 32   | Julien Andlauer       | Dempsey-Proton Racing | 15  |     |     |     |     |     | 0      |
| 32   | Christina Nielsen     | Iron Dames            |     | 15  |     |     |     |     | 0      |
| 32   | Doriane Pin           | Iron Dames            |     | 15  |     |     |     |     | 0      |
| 33   | Alessandro Balzan     | Iron Lynx             |     |     | Ret |     |     |     | 0      |
| 33   | Raffaele Giammaria    | Iron Lynx             |     |     | Ret |     |     |     | 0      |
| Pos. | Piloto                | Equipo                | SEB | SPA | LMS | MNZ | FUJ | BHR | Puntos |

#### LMP2
| Pos. | Piloto                 | Equipo                    | SEB | SPA | LMS | MNZ | FUJ | BHR | Puntos |
| ---- | ---------------------- | ------------------------- | --- | --- | --- | --- | --- | --- | ------ |
| 1    | António Félix da Costa | Jota                      | 6   | 3   | 1   | 2   | 2   | 3   | 137    |
| 1    | Roberto González       | Jota                      | 6   | 3   | 1   | 2   | 2   | 3   | 137    |
| 1    | Will Stevens           | Jota                      | 6   | 3   | 1   | 2   | 2   | 3   | 137    |
| 2    | Robin Frijns           | WRT                       | 2   | 1   | Ret | 12  | 1   | 1   | 116    |
| 2    | Sean Gelael            | WRT                       | 2   | 1   | Ret | 12  | 1   | 1   | 116    |
| 3    | Josh Pierson           | United Autosports USA     | 1   | 6   | 5   | 5   | 5   | 2   | 113    |
| 3    | Oliver Jarvis          | United Autosports USA     | 1   | 6   | 5   | 5   | 5   | 2   | 113    |
| 4    | Ferdinand Habsburg     | RealTeam by WRT           | 3   | 2   | 10  | 1   | 4   | 5   | 96     |
| 4    | Norman Nato            | RealTeam by WRT           | 3   | 2   | 10  | 1   | 4   | 5   | 96     |
| 4    | Rui Andrade            | RealTeam by WRT           | 3   | 2   | 10  | 1   | 4   | 5   | 96     |
| 5    | Lorenzo Colombo        | Prema Orlen Team          | 4   | 7   | 2   | 6   | 6   | 4   | 94     |
| 5    | Louis Delétraz         | Prema Orlen Team          | 4   | 7   | 2   | 6   | 6   | 4   | 94     |
| 5    | Robert Kubica          | Prema Orlen Team          | 4   | 7   | 2   | 6   | 6   | 4   | 94     |
| 6    | René Rast              | WRT                       | 2   | 1   | Ret | 12  |     | 1   | 91     |
| 7    | Alex Lynn              | United Autosports USA     |     | 6   | 5   | 5   | 5   | 2   | 75     |
| 8    | Ed Jones               | Jota                      | 5   | Ret | 3   | 10  | 3   | 7   | 70     |
| 8    | Jonathan Aberdein      | Jota                      | 5   | Ret | 3   | 10  | 3   | 7   | 70     |
| 8    | Oliver Rasmussen       | Jota                      | 5   | Ret | 3   | 10  | 3   | 7   | 70     |
| 9    | Filipe Albuquerque     | United Autosports USA     | 7   | 5   | 7   | 13  | 7   | 6   | 50     |
| 9    | Philip Hanson          | United Autosports USA     | 7   | 5   | 7   | 13  | 7   | 6   | 50     |
| 9    | Will Owen              | United Autosports USA     | 7   | 5   | 7   | 13  | 7   | 6   | 50     |
| 10   | Dane Cameron           | Team Penske               | 8   | 4   | 4   |     |     |     | 42     |
| 10   | Emmanuel Collard       | Team Penske               | 8   | 4   | 4   |     |     |     | 42     |
| 10   | Felipe Nasr            | Team Penske               | 8   | 4   | 4   |     |     |     | 42     |
| 11   | Paul di Resta          | United Autosports USA     | 1   |     |     |     |     |     | 38     |
| 12   | Charles Milesi         | Richard Mille Racing Team | 12  | 8   | 6   | 14  | 8   | 8   | 30     |
| 12   | Lilou Wadoux           | Richard Mille Racing Team | 12  | 8   | 6   | 14  | 8   | 8   | 30     |
| 13   | Dries Vanthoor         | WRT                       |     |     |     |     | 1   |     | 25     |
| 14   | Ryan Cullen            | Vector Sport              | NC  | 10  | 13  | 3   | 9   | 9   | 21     |
| 14   | Sébastien Bourdais     | Vector Sport              |     | 10  | 13  | 3   | 9   | 9   | 21     |
| 15   | Esteban Gutiérrez      | Inter Europol Competition | NC  | Ret | 8   | 4   | 11  | NC  | 20     |
| 15   | Jakub Śmiechowski      | Inter Europol Competition | NC  | Ret | 8   | 4   | 11  | NC  | 20     |
| 15   | Alex Brundle           | Inter Europol Competition |     | Ret | 8   | 4   | 11  | NC  | 20     |
| 16   | Sébastien Ogier        | Richard Mille Racing Team | 12  | 8   | 6   |     |     |     | 20     |
| 17   | Nico Müller            | Vector Sport              | NC  | 10  | 13  | 3   |     |     | 16     |
| 18   | Alessio Rovera         | AF Corse                  | 9   | 9   | 11  | 9   | 10  | 10  | 12     |
| 18   | François Perrodo       | AF Corse                  | 9   | 9   | 11  | 9   | 10  | 10  | 12     |
| 18   | Nicklas Nielsen        | AF Corse                  | 9   | 9   | 11  | 9   | 10  | 10  | 12     |
| 19   | James Allen            | Algarve Pro Racing        | 11  | 11  | 9   | 7   | 13  | 12  | 10     |
| 19   | René Binder            | Algarve Pro Racing        | 11  | 11  | 9   | 7   | 13  | 12  | 10     |
| 19   | Steven Thomas          | Algarve Pro Racing        | 11  | 11  | 9   | 7   | 13  | 12  | 10     |
| 20   | Paul-Loup Chatin       | Richard Mille Racing Team |     |     |     | 14  | 8   | 8   | 10     |
| 21   | François Heriau        | Ultimate                  | 10  | 12  | 14  | 8   | 12  | 11  | 6      |
| 21   | Jean-Baptiste Lahaye   | Ultimate                  | 10  | 12  | 14  | 8   | 12  | 11  | 6      |
| 21   | Matthieu Lahaye        | Ultimate                  | 10  | 12  | 14  | 8   | 12  | 11  | 6      |
| 22   | Renger van der Zande   | Vector Sport              |     |     |     |     | 9   | 9   | 5      |
| 23   | Miroslav Konôpka       | ARC Bratislava            | 13  | Ret | 12  | 11  |     | 13  | 0      |
| 24   | Tijmen van der Helm    | ARC Bratislava            | 13  | Ret |     | 11  |     |     | 0      |
| 25   | Mathias Beche          | ARC Bratislava            | 13  |     |     | 11  |     | 13  | 0      |
| 26   | Bent Viscaal           | ARC Bratislava            |     | Ret | 12  |     |     |     | 0      |
| 27   | Tristan Vautier        | ARC Bratislava            |     |     | 12  |     |     |     | 0      |
| 28   | Richard Bradley        | ARC Bratislava            |     |     |     |     |     | 13  | 0      |
| 29   | Fabio Scherer          | Inter Europol Competition | NC  |     |     |     |     |     | 0      |
| 30   | Mike Rockenfeller      | Vector Sport              | NC  |     |     |     |     |     | 0      |
| Pos. | Piloto                 | Equipo                    | SEB | SPA | LMS | MNZ | FUJ | BHR | Puntos |

#### LMP2 Pro/Am
| Pos. | Piloto               | Equipo             | SEB | SPA | LMS | MNZ | FUJ | BHR | Puntos |
| ---- | -------------------- | ------------------ | --- | --- | --- | --- | --- | --- | ------ |
| 1    | Alessio Rovera       | AF Corse           | 1   | 1   | 2   | 3   | 1   | 1   | 177    |
| 1    | François Perrodo     | AF Corse           | 1   | 1   | 2   | 3   | 1   | 1   | 177    |
| 1    | Nicklas Nielsen      | AF Corse           | 1   | 1   | 2   | 3   | 1   | 1   | 177    |
| 2    | James Allen          | Algarve Pro Racing | 3   | 2   | 1   | 1   | 3   | 3   | 154    |
| 2    | René Binder          | Algarve Pro Racing | 3   | 2   | 1   | 1   | 3   | 3   | 154    |
| 2    | Steven Thomas        | Algarve Pro Racing | 3   | 2   | 1   | 1   | 3   | 3   | 154    |
| 3    | François Heriau      | Ultimate           | 2   | 3   | 4   | 2   | 2   | 2   | 129    |
| 3    | Jean-Baptiste Lahaye | Ultimate           | 2   | 3   | 4   | 2   | 2   | 2   | 129    |
| 3    | Matthieu Lahaye      | Ultimate           | 2   | 3   | 4   | 2   | 2   | 2   | 129    |
| 4    | Miroslav Konôpka     | ARC Bratislava     | 4   | Ret | 3   | 4   |     | 4   | 78     |
| 5    | Mathias Beche        | ARC Bratislava     | 4   |     |     | 4   |     | 4   | 48     |
| 6    | Bent Viscaal         | ARC Bratislava     |     | Ret | 3   |     |     |     | 30     |
| 6    | Tristan Vautier      | ARC Bratislava     |     |     | 3   |     |     |     | 30     |
| 7    | Tijmen van der Helm  | ARC Bratislava     | 4   | Ret |     | 4   |     |     | 30     |
| 8    | Richard Bradley      | ARC Bratislava     |     |     |     |     |     | 4   | 18     |
| Pos. | Piloto               | Equipo             | SEB | SPA | LMS | MNZ | FUJ | BHR | Puntos |

#### GTE Am
| Pos. | Piloto                | Equipo                | SEB | SPA | LMS | MNZ | FUJ | BHR | Puntos |
| ---- | --------------------- | --------------------- | --- | --- | --- | --- | --- | --- | ------ |
| 1    | Ben Keating           | TF Sport              | 2   | 2   | 1   | Ret | 1   | 4   | 141    |
| 1    | Marco Sørensen        | TF Sport              | 2   | 2   | 1   | Ret | 1   | 4   | 141    |
| 2    | David Pittard         | Northwest AMR         | 1   | 3   | 2   | 8   | 5   | 5   | 118    |
| 2    | Nicki Thiim           | Northwest AMR         | 1   | 3   | 2   | 8   | 5   | 5   | 118    |
| 2    | Paul Dalla Lana       | Northwest AMR         | 1   | 3   | 2   | 8   | 5   | 5   | 118    |
| 3    | Henrique Chaves       | TF Sport              |     | 2   | 1   | Ret | 1   | 4   | 113    |
| 4    | Rahel Frey            | Iron Dames            | 5   | 10  | 6   | 2   | 2   | 3   | 93     |
| 5    | Michelle Gatting      | Iron Dames            | 5   |     | 6   | 2   | 2   | 3   | 92     |
| 5    | Sarah Bovy            | Iron Dames            | 5   |     | 6   | 2   | 2   | 3   | 92     |
| 6    | Christian Ried        | Dempsey-Proton Racing | 4   | 1   | 8   | 1   | Ret | 8   | 83     |
| 6    | Harry Tincknell       | Dempsey-Proton Racing | 4   | 1   | 8   | 1   | Ret | 8   | 83     |
| 6    | Sebastian Priaulx     | Dempsey-Proton Racing | 4   | 1   | 8   | 1   | Ret | 8   | 83     |
| 7    | Matteo Cairoli        | Team Project 1        | Ret | 5   | Ret | 3   | 6   | 1   | 71     |
| 7    | Nicolas Leutwiler     | Team Project 1        | Ret | 5   | Ret | 3   | 6   | 1   | 71     |
| 7    | Mikkel O. Pedersen    | Team Project 1        | Ret | 5   | Ret | 3   | 6   | 1   | 71     |
| 8    | Francesco Castellacci | AF Corse              | 9   | 4   | 5   | 9   | 4   | 7   | 58     |
| 8    | Thomas Flohr          | AF Corse              | 9   | 4   | 5   | 9   | 4   | 7   | 58     |
| 9    | Ben Barnicoat         | Team Project 1        | 3   | Ret | Ret | 10  | 8   | 2   | 55     |
| 10   | Ben Barker            | GR Racing             |     | 6   | 3   | 12  | 12  | 6   | 50     |
| 10   | Michael Wainwright    | GR Racing             |     | 6   | 3   | 12  | 12  | 6   | 50     |
| 10   | Riccardo Pera         | GR Racing             |     | 6   | 3   | 12  | 12  | 6   | 50     |
| 11   | Nick Cassidy          | AF Corse              | 9   | 4   | 5   | 9   |     | 7   | 46     |
| 12   | Fred Poordad          | Dempsey-Proton Racing | 10  | 9   | 4   | 6   | 9   | 12  | 38     |
| 13   | Jan Heylen            | Dempsey-Proton Racing |     | 9   | 4   | 6   | 9   | 12  | 37     |
| 14   | Charlie Fagg          | D'Station Racing      | 6   | 7   | Ret | 11  | 3   | 10  | 35     |
| 14   | Satoshi Hoshino       | D'Station Racing      | 6   | 7   | Ret | 11  | 3   | 10  | 35     |
| 14   | Tomonobu Fujii        | D'Station Racing      | 6   | 7   | Ret | 11  | 3   | 10  | 35     |
| 15   | Florian Latorre       | TF Sport              | 2   |     |     |     |     |     | 28     |
| 16   | Ollie Millroy         | Team Project 1        | 3   | Ret | Ret | 10  | 8   |     | 28     |
| 17   | Christoph Ulrich      | AF Corse              | 7   | 11  | 7   | 7   | 10  | 11  | 28     |
| 17   | Simon Mann            | AF Corse              | 7   | 11  | 7   | 7   | 10  | 11  | 28     |
| 17   | Toni Vilander         | AF Corse              | 7   | 11  | 7   | 7   | 10  | 11  | 28     |
| 18   | P. J. Hyett           | Team Project 1        |     |     |     |     |     | 2   | 27     |
| 18   | Gunnar Jeannette      | Team Project 1        |     |     |     |     |     | 2   | 27     |
| 19   | Claudio Schiavoni     | Iron Lynx             | 8   | 8   | Ret | 4   | 11  | 9   | 25     |
| 19   | Giancarlo Fisichella  | Iron Lynx             | 8   | 8   |     | 4   | 11  | 9   | 25     |
| 19   | Matteo Cressoni       | Iron Lynx             | 8   | 8   |     | 4   | 11  | 9   | 25     |
| 20   | Brendan Iribe         | Team Project 1        | 3   | Ret | Ret | 10  |     |     | 24     |
| 21   | Maxwell Root          | Dempsey-Proton Racing |     |     | 4   |     |     |     | 24     |
| 22   | Franck Dezoteux       | Spirit of Race        | Ret | 12  | Ret | 5   | 7   | 13  | 16     |
| 22   | Gabriel Aubry         | Spirit of Race        | Ret | 12  | Ret | 5   | 7   | 13  | 16     |
| 22   | Pierre Ragues         | Spirit of Race        | Ret | 12  | Ret | 5   | 7   | 13  | 16     |
| 23   | Patrick Lindsey       | Dempsey-Proton Racing | 10  | 9   |     | 6   | 9   | 12  | 14     |
| 24   | Davide Rigon          | AF Corse              |     |     |     |     | 4   |     | 12     |
| 25   | Takeshi Kimura        | Team Project 1        |     |     |     |     | 8   |     | 4      |
| 26   | Julien Andlauer       | Dempsey-Proton Racing | 10  |     |     |     |     |     | 2      |
| 27   | Christina Nielsen     | Iron Dames            |     | 10  |     |     |     |     | 1      |
| 27   | Doriane Pin           | Iron Dames            |     | 10  |     |     |     |     | 1      |
| 28   | Alessandro Balzan     | Iron Lynx             |     |     | Ret |     |     |     | 0      |
| 28   | Raffaele Giammaria    | Iron Lynx             |     |     | Ret |     |     |     | 0      |
| Pos. | Piloto                | Equipo                | SEB | SPA | LMS | MNZ | FUJ | BHR | Puntos |

### Campeonato de fabricantes

#### Hypercar
Solo puntúa el mejor automóvil clasificado de cada equipo. 
| Pos. | Fabricante  | SEB | SPA | LMS | MNZ | FUJ | BHR | Puntos |
| ---- | ----------- | --- | --- | --- | --- | --- | --- | ------ |
| 1    | Toyota      | 2   | 1   | 1   | 2   | 1   | 1   | 186    |
| 2    | Alpine      | 1   | 2   | 4   | 1   | 3   | 3   | 144    |
| 3    | Glickenhaus | 3   | 3   | 3   | Ret |     |     | 70     |
| 4    | Peugeot     |     |     |     | 4   | 4   | 4   | 42     |
| Pos. | Fabricante  | SEB | SPA | LMS | MNZ | FUJ | BHR | Puntos |

#### GTE
Los dos coches mejor ubicados de cada constructor suman puntos.
| Pos. | Fabricante | SEB | SPA | LMS | MNZ | FUJ | BHR | Puntos |
| ---- | ---------- | --- | --- | --- | --- | --- | --- | ------ |
| 1    | Ferrari    | 4   | 1   | 2   | 2   | 1   | 1   | 269    |
| 1    | Ferrari    | 6   | 3   | 3   | 3   | 2   | 5   | 269    |
| 2    | Porsche    | 1   | 2   | 1   | 4   | 3   | 3   | 257    |
| 2    | Porsche    | 3   | 5   | 4   | 5   | 4   | 4   | 257    |
| 3    | Chevrolet  | 2   | 4   | Ret | 1   | 5   | 2   | 102    |
| Pos. | Fabricante | SEB | SPA | LMS | MNZ | FUJ | BHR | Puntos |

### Campeonatos de escuderías

#### LMP2
| Pos. | N.º | Equipo                    | SEB | SPA | LMS | MNZ | FUJ | BHR | Puntos |
| ---- | --- | ------------------------- | --- | --- | --- | --- | --- | --- | ------ |
| 1    | 38  | Jota                      | 6   | 3   | 1   | 2   | 2   | 3   | 137    |
| 2    | 31  | WRT                       | 2   | 1   | Ret | 12  | 1   | 1   | 116    |
| 3    | 23  | United Autosports USA     | 1   | 6   | 5   | 5   | 5   | 2   | 113    |
| 3    | 41  | RealTeam by WRT           | 3   | 2   | 10  | 1   | 4   | 5   | 96     |
| 5    | 9   | Prema Orlen Team          | 4   | 7   | 2   | 6   | 6   | 4   | 94     |
| 6    | 28  | Jota                      | 5   | Ret | 3   | 10  | 3   | 7   | 70     |
| 7    | 22  | United Autosports USA     | 7   | 5   | 7   | 13  | 7   | 6   | 50     |
| 8    | 5   | Team Penske               | 8   | 4   | 4   |     |     |     | 42     |
| 9    | 1   | Richard Mille Racing Team | 12  | 8   | 6   | 14  | 8   | 8   | 30     |
| 10   | 10  | Vector Sport              | NC  | 10  | 13  | 3   | 9   | 9   | 21     |
| 11   | 34  | Inter Europol Competition | NC  | Ret | 8   | 4   | 11  | NC  | 20     |
| 12   | 83  | AF Corse                  | 9   | 9   | 11  | 9   | 10  | 10  | 12     |
| 13   | 45  | Algarve Pro Racing        | 11  | 11  | 9   | 7   | 13  | 12  | 10     |
| 14   | 35  | Ultimate                  | 10  | 12  | 14  | 8   | 12  | 11  | 6      |
| 15   | 44  | ARC Bratislava            | 13  | Ret | 12  | 11  |     | 13  | 0      |
| Pos. | N.º | Equipo                    | SEB | SPA | LMS | MNZ | FUJ | BHR | Puntos |

#### LMP2 Pro/Am
| Pos. | N.º | Equipo             | SEB | SPA | LMS | MNZ | FUJ | BHR | Puntos |
| ---- | --- | ------------------ | --- | --- | --- | --- | --- | --- | ------ |
| 1    | 83  | AF Corse           | 1   | 1   | 2   | 3   | 1   | 1   | 177    |
| 2    | 45  | Algarve Pro Racing | 3   | 2   | 1   | 1   | 3   | 3   | 154    |
| 3    | 35  | Ultimate           | 2   | 3   | 4   | 2   | 2   | 2   | 129    |
| 4    | 44  | ARC Bratislava     | 4   | Ret | 3   | 4   |     | 4   | 78     |
| Pos. | N.º | Equipo             | SEB | SPA | LMS | MNZ | FUJ | BHR | Puntos |

#### GTE Am
| Pos. | N.º | Equipo                | SEB | SPA | LMS | MNZ | FUJ | BHR | Puntos |
| ---- | --- | --------------------- | --- | --- | --- | --- | --- | --- | ------ |
| 1    | 33  | TF Sport              | 2   | 2   | 1   | Ret | 1   | 4   | 141    |
| 2    | 98  | Northwest AMR         | 1   | 3   | 2   | 8   | 5   | 5   | 118    |
| 3    | 85  | Iron Dames            | 5   | 10  | 6   | 2   | 2   | 3   | 93     |
| 4    | 77  | Dempsey-Proton Racing | 4   | 1   | 8   | 1   | Ret | 8   | 83     |
| 5    | 46  | Team Project 1        | Ret | 5   | Ret | 3   | 6   | 1   | 71     |
| 6    | 54  | AF Corse              | 9   | 4   | 5   | 9   | 4   | 7   | 58     |
| 7    | 56  | Team Project 1        | 3   | Ret | Ret | 10  | 8   | 2   | 55     |
| 8    | 86  | GR Racing             |     | 6   | 3   | 12  | 12  | 6   | 50     |
| 9    | 88  | Dempsey-Proton Racing | 10  | 9   | 4   | 6   | 9   | 12  | 38     |
| 10   | 777 | D'Station Racing      | 6   | 7   | Ret | 11  | 3   | 10  | 35     |
| 11   | 21  | AF Corse              | 7   | 11  | 7   | 7   | 10  | 11  | 28     |
| 12   | 60  | Iron Lynx             | 8   | 8   | Ret | 4   | 11  | 9   | 25     |
| 13   | 71  | Spirit of Race        | Ret | 12  | Ret | 5   | 7   | 13  | 16     |
| Pos. | N.º | Equipo                | SEB | SPA | LMS | MNZ | FUJ | BHR | Puntos |

### Citas
1. ↑  Dagys, John (1 de noviembre de 2021). «Toyota Taking Wait-and-See Approach to Ogier Test». SportsCar365.com (en inglés). Consultado el 8 de noviembre de 2021.
2. 1 2 3 4 5 6  «Ryo Hirakawa replaces Nakajima in 2022 Toyota WEC line-up». www.motorsport.com (en inglés). Consultado el 6 de diciembre de 2021.
3. 1 2 3  Dagys, John (29 de octubre de 2021). «Alpine to Continue With A480 LMP1 Car in 2022». SportsCar365.com (en inglés). Consultado el 30 de octubre de 2021.
4. 1 2 3 4 5  «Peugeot anuncia su alineación de pilotos para las 6 Horas de Monza». es.motorsport.com. 8 de junio de 2022. Consultado el 8 de junio de 2022.
5. ↑  «Peugeot anuncia el sustituto de Magnussen para el estreno en Monza». es.motorsport.com. 20 de mayo de 2022. Consultado el 20 de mayo de 2022.
6. ↑  «We are pleased to announce that we will be joining The 2022 WEC season starting in Sebring. We look forward to many years of racing together.». Scuderia Cameron Glickenhaus en Twitter (en inglés). 10 de noviembre de 2021. Consultado el 11 de noviembre de 2021.
7. 1 2 3 4 5 6 7 8 9 10 11 12 13  Lloyd, Daniel. «Record 39-Car Grid for WEC Season – Sportscar365». sportscar365.com (en inglés estadounidense). Consultado el 20 de enero de 2022.
8. 1 2  «WEC - In 37 for Sebring, Glickenhaus chooses Pla-Dumas-Briscoe» (en inglés). pledgetimes.com. 1 de febrero de 2022. Consultado el 2 de febrero de 2022.
9. 1 2  Dagys, John (30 de octubre de 2021). «Nielsen, Rovera Confirmed in AF Corse LMP2 Effort». SportsCar365.com (en inglés). Consultado el 30 de octubre de 2021.
10. ↑  Dagys, John (27 de octubre de 2021). «AF Corse Preparing Dual LMP2 Program for 2022». SportsCar365.com (en inglés). Consultado el 30 de octubre de 2021.
11. 1 2 3  Lloyd, Daniel. «Algarve Pro to Field Independent Sebring Entry With Thomas – Sportscar365». sportscar365.com (en inglés estadounidense). Consultado el 15 de junio de 2022.
12. 1 2 3  Dagys, John (3 de noviembre de 2021). «Brundle Signs Multi-Year Extension With Inter Europol». SportsCar365.com (en inglés). Consultado el 3 de noviembre de 2021.
13. ↑  Lloyd, Daniel (15 de marzo de 2022). «Brundle Tests Positive; Scherer Joins Inter Europol at Sebring». SportsCar365.com (en inglés). Consultado el 17 de marzo de 2022.
14. 1 2 3  «404. That’s an error.». News Deportes Spain - 24 (en inglés). Consultado el 20 de enero de 2022.
15. 1 2 3  «Apuesta sólida de Penske para anticipar el regreso de Porsche al WEC». Motor.es. 15 de enero de 2022. Consultado el 20 de enero de 2022.
16. 1 2 3 4  Lloyd, Daniel (22 de noviembre de 2021). «French LMP2 Squad Ultimate Plotting WEC Debut». SportsCar365.com (en inglés). Consultado el 23 de noviembre de 2021.
17. ↑  Lloyd, Daniel (26 de agosto de 2021). «United Expands to Two-Car Program; Albuquerque Re-Signs». SportsCar365.com (en inglés). Consultado el 30 de octubre de 2021.
18. ↑  Lloyd, Daniel (7 de septiembre de 2021). «Hanson to Continue with United in LMP2 Next Season». SportsCar365.com (en inglés). Consultado el 30 de octubre de 2021.
19. ↑  Lloyd, Daniel (1 de diciembre de 2021). «Owen Returns to United for WEC, Daytona LMP2 Drives». SportsCar365.com (en inglés). Consultado el 1 de diciembre de 2021.
20. ↑  «Oliver Jarvis Joins United Autosports 2022 WEC Effort». DailySportsCar.com (en inglés). 15 de diciembre de 2021. Consultado el 19 de diciembre de 2021.
21. ↑  Dagys, John (17 de agosto de 2021). «Pierson Signs with United for 2022; Youngest Le Mans Starter». SportsCar365.com (en inglés). Consultado el 30 de octubre de 2021.
22. ↑  Lloyd, Daniel (31 de enero de 2022). «Di Resta Replaces Lynn at United for Sebring». SportsCar365.com (en inglés). Consultado el 17 de marzo de 2022.
23. ↑  «Alex Lynn Completes United Autosports 2022 FIA WEC Squad». DailySportsCar.com (en inglés). 17 de diciembre de 2021. Consultado el 19 de diciembre de 2021.
24. ↑  Mercier, Laurent (12 de enero de 2022). «Will Stevens 3e homme chez Jota Sport, un nouveau trio sur la #28». Endurance Info (en francés). Archivado desde el original el 12 de enero de 2022. Consultado el 12 de enero de 2022.
25. 1 2 3  Wood, Ida (12 de enero de 2022). «Oliver Rasmussen signed by Jota in WEC». Formula Scout (en inglés estadounidense). Consultado el 20 de enero de 2022.
26. 1 2 3  «Stevens returns to JOTA to partner Da Costa and Gonzalez». Motorsport Week (en inglés británico). 12 de enero de 2022. Consultado el 20 de enero de 2022.
27. ↑  «Viscaal to Make Spa WEC Debut with ARC Bratislava». sportscar365.com (en inglés). 20 de abril de 2022. Consultado el 4 de mayo de 2022.
28. 1 2 3  «Bourdais joins Vector Sport for 2022 WEC campaign». Motorsport Week (en inglés británico). 11 de enero de 2022. Consultado el 20 de enero de 2022.
29. ↑  Thukral, Rachit (14 de febrero de 2022). «Rockenfeller replaces Bourdais at Vector for Sebring WEC opener». www.autosport.com (en inglés). Consultado el 17 de marzo de 2022.
30. ↑  Euwema, Davey (16 de noviembre de 2021). «Team WRT planning two-car WEC effort in 2022». MotorsportWeek.com (en inglés). Consultado el 29 de noviembre de 2021.
31. 1 2  «Bot Verification». www.dailysportscar.com. Consultado el 20 de enero de 2022.
32. 1 2 3 4  «WRT announces third Le Mans entry led by Bortolotti, Vanthoor». www.autosport.com (en inglés). Consultado el 3 de marzo de 2022.
33. 1 2  «L’Amiénoise Lilou Wadoux en championnat du monde d’endurance». Courrier picard (en francés). 13 de enero de 2022. Consultado el 20 de enero de 2022.
34. ↑  «Ogier correrá con Richard Mille Racing en la LMP2 del WEC». lat.motorsport.com. Consultado el 3 de marzo de 2022.
35. 1 2  Watkins, Gary (12 de abril de 2021). «Porsche, Ferrari guarantee GTE's future through 2022». Motorsport.com (en inglés). Motorsport Network. Consultado el 4 de noviembre de 2021.
36. 1 2  «Ferrari incorpora a Antonio Fuoco a su proyecto oficial en el WEC». Motor.es. 22 de enero de 2022. Consultado el 2 de marzo de 2022.
37. 1 2 3  Dagys, John (11 de noviembre de 2021). «Corvette Confirms Parallel IMSA, WEC Efforts; GT3 Car for 2024». SportsCar365.com (en inglés). Consultado el 11 de noviembre de 2021.
38. 1 2 3 4 5 6  Lloyd, Daniel (18 de diciembre de 2021). «Christensen Returns to Full-Time Porsche GTE-Pro Seat». SportsCar365.com (en inglés). Consultado el 19 de diciembre de 2021.
39. 1 2 3  «Vilander to return to WEC with AF Corse». Motorsport Week (en inglés británico). 7 de noviembre de 2021. Consultado el 20 de enero de 2022.
40. 1 2  «La Ferrari 488 GTE/AF Corse #71 montre ses couleurs». Endurance Info (en francés). Consultado el 20 de enero de 2022.
41. 1 2 3  Dagys, John. «Sorensen, Latorre Complete Keating Lineup in TF Aston – Sportscar365». sportscar365.com (en inglés estadounidense). Consultado el 20 de enero de 2022.
42. 1 2  «Iron Dames Alters Lineup After Bovy Tests Positive». sportscar365.com (en inglés). 4 de mayo de 2022. Consultado el 4 de mayo de 2022.
43. ↑  «6 Races For FIA WEC in 2022». DailySportsCar.com (en inglés). 20 de agosto de 2021. Consultado el 30 de octubre de 2021.
44. ↑  «2019-2020 FIA WORLD ENDURANCE CHAMPIONSHIP - Finish, classifications, titles and points - Scale of points». FIA World Endurance Championship (en inglés). p. 121. Consultado el 4 de septiembre de 2019.